# Dimitri Saley
Dimitri Saley es un deportista azerbaiyano, de origen bielorruso, que compitió en natación adaptada. Ganó tres medallas en los Juegos Paralímpicos de Verano, oro en Pekín 2008 y dos platas en Río de Janeiro 2016.

## Palmarés internacional
| Representando a Bielorrusia |                         |                  |                    |
| Juegos Paralímpicos         |                         |                  |                    |
| Año                         | Lugar                   | Medalla          | Prueba             |
| 2008                        | Pekín (China)           | Medalla de oro   | 100 m mariposa S13 |
| Representando a Azerbaiyán  |                         |                  |                    |
| Juegos Paralímpicos         |                         |                  |                    |
| Año                         | Lugar                   | Medalla          | Prueba             |
| 2016                        | Río de Janeiro (Brasil) | Medalla de plata | 50 m libre S12     |
| 2016                        | Río de Janeiro (Brasil) | Medalla de plata | 100 m braza SB12   |